# گوئن وردن
گوئن وردن (انگلیسی: Gwen Verdon؛ ۱۳ ژانویهٔ ۱۹۲۵ – ۱۸ اکتبر ۲۰۰۰) هنرپیشه اهل ایالات متحده آمریکا بود. وی بین سال‌های ۱۹۳۶ تا ۲۰۰۰ میلادی فعالیت می‌کرد. از فیلم‌هایی که وی در آن نقش داشته است، می‌توان به پیله، انجمن پنبه و نادین اشاره کرد.